# Psammetich I.
Psammetich I. (assyrisch Nabu-šēzibani, Pišamilki. Tušamilki; Thronname Wahibre) regierte von 664–610 v. Chr. als Pharao (König) und Begründer der 26. Dynastie (Saïten-Dynastie).
Psammetich I. war zu Lebzeiten seines Vaters Necho I. von 667–664 v. Chr. in Athribis (assyrisch Ḫatḫariba) als Gaufürst tätig gewesen. Assyrien versuchte mit dieser Maßnahme, den Einfluss im Nildelta militärisch zu sichern. Entgegen assyrischer Berichte, die eine Kontrolle über ganz Ägypten verlautbaren ließen, beherrschte Assyrien nur die unterägyptischen Gebiete.
Seine Krönung zum Pharao wurde gleichzeitig mit dem Beginn seines ersten Regierungsjahres am zweiten Tag des altägyptischen Mondkalenders (2. Achet I; 29. Januargreg.) des Jahres 664 v. Chr. vorgenommen.

## Psammetich I. als assyrischer Statthalter
Als Pharao Tanotamun (25. Dynastie) nach dem Tod von Taharqa 664 v. Chr. das Nildelta angriff, um die assyrische Herrschaft zu beenden, starb Necho I. als assyrischer Statthalter von Sais. Psammetich I. floh nach der Niederlage seines Vaters zunächst nach Syrien. Dort übertrug der assyrische König Assurbanipal ihm als Nachfolger von Necho I. die Statthalterschaft über Ägypten.
Aufgrund der Inbesitznahme des Nildeltas durch Tanotamun folgte in Memphis eine Zusammenkunft, um über die weiteren Schritte zu beraten. Pakruru vertrat in dieser Friedensverhandlung die Interessen aller Nildeltafürsten. Psammetich I. und Assurbanipal hatten in der Zwischenzeit ein gemeinsames Heer aufgestellt, um die Rebellion Tanotamuns niederzuwerfen. Assurbanipal rückte daher 663 v. Chr. gemeinsam mit Psammetich I. gegen Tanotamun vor.
Nach der Einnahme von Unterägypten verfolgte Assurbanipal Tanotamun bis nach Theben (assyrisch Ni'a), das er anschließend „zerstört und geplündert“ haben will. Tanotamun musste sich kurzfristig an die Grenzen Oberägyptens zurückziehen, kehrte jedoch in der Folgezeit wieder in die thebanischen Gebiete zurück. Assurbanipal übertrug nach seinem Sieg Psammetich I. die Aufgabe, die Fürsten des Nildeltas zu vereinen und unter seine Führung zu stellen.

## Herrschaft
Als das assyrische Reich durch Rebellionen in Babylon und Elam ab dem Jahr 660 v. Chr. geschwächt wurde, befreite er mit Hilfe des Königs Gyges von Lydien und griechischer Söldner Unterägypten von der assyrischen Vorherrschaft. Die Vereinigung Unter- und Oberägyptens gelang ihm in seinem neunten Regierungsjahr, kurz nach dem Tod von Tanotamun. Montuemhat veranlasste, dass Psammetichs Tochter Nitokris I. am 12. Märzgreg. (15. Achet II) 656 v. Chr. als Gottesgemahlin des Amun adoptiert wurde und den neuen Namen Schepenupet III. erhielt.
Er festigte die im Krieg gegen Assyrien entstandene Nordostgrenze des ägyptischen Reichs, indem er ionische und karische Söldner bei Pelusion in permanent bestehenden Lagern stationierte und die Grenzen befestigen ließ. Diese Befestigung erfolgte durch den Ausbau dreier großer Militärgarnisonen (Daphnae, Marea, Elephantine). Er machte die Stadt Sais im Westen des Nildeltas zur neuen ägyptischen Hauptstadt.
Während der folgenden Jahre versuchte Psammetich I., gesellschaftliche Fehlentwicklungen durch die Wiedereinführung alter ägyptischer Ordnungen zu bewältigen. Dies führte jedoch zu starken Widerständen von Seiten der alten Beamten- und Priesterfamilien, die auf der Erblichkeit ihrer Ämter oder ihrer Landbesitzungen bestanden. Weiterhin versuchte er, einen verlässlichen Beamtenstand neu zu erschaffen.

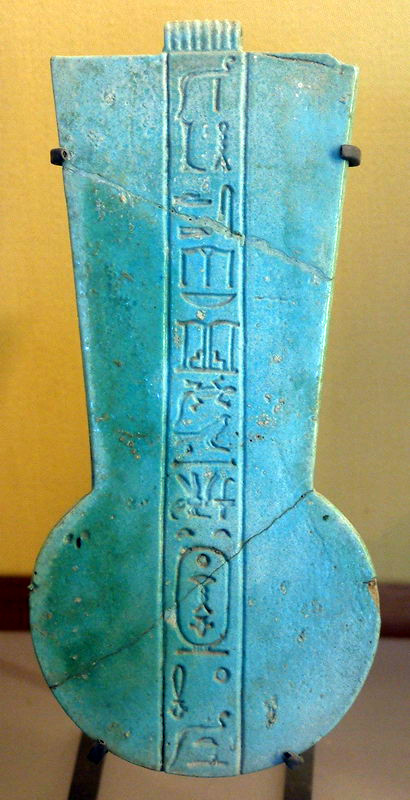
Amulett in Form eines Gegengewichts, das den Namen Psammetichs I. trägt (Louvre, Paris)

Aus der in den Rylands Papyri veröffentlichten Bittschrift des Priesters Peteese geht jedoch hervor, dass der Egoismus der Beamten und Priester so stark war, dass dieses Unterfangen scheiterte. Psammetich I. konnte sich nur auf das Heer als staatserhaltende Macht stützen. Da das Heer zu einem großen Teil aus griechischen Söldnern bestand, war seine Regierungszeit der Beginn einer Epoche starken griechischen Einflusses in Ägypten.
Aus der Inschrift einer Serapeum-Stele geht hervor, dass am 7. Januargreg. (20. Schemu IV) der Apis-Stier verstarb, der zuvor im 26. Regierungsjahr von Taharqa am 4. Septembergreg. (9. Peret IV) 666 v. Chr. geboren wurde. Im 53. Regierungsjahr von Psammetich I. wurde ein weiterer heiliger Apis-Stier am 8. Juligreg. (24. Peret II) 612 v. Chr. geboren. Er verstarb am 16. Februargreg. (6. Achet II) 595 v. Chr. im 16. Regierungsjahr von Necho II.
Der Prozess der inneren Reorganisation des Staates wurde 28 Jahre nach dem Regierungsantritt des Pharaos durch eine äußere Bedrohung unterbrochen, die vom Niedergang des assyrischen Reiches und der Expansion des neubabylonischen Reiches ausging. Trotzdem gelang es Psammetich I. das Land zu einem neuen Aufschwung des Handels und zu einer großen kulturellen Blüte zu bringen, wie es sie seit 500 Jahren nicht mehr gegeben hatte.
Einen im Jahr 628 v. Chr. beginnenden Versuch des assyrischen Reiches, Ägypten wieder unter seine Kontrolle zu bringen, konnte er 627 v. Chr. abwehren. Im Jahr 616 v. Chr. unterstützte er mit Truppen das bereits sehr geschwächte Assyrien im Kampf gegen die Babylonier. Er sah in Babylon eine Gefahr für Ägypten und wollte Assyrien als eine Pufferzone erhalten.

## Tod von Psammetich I.
Der assyrische König Aššur-uballiṭ II. sah sich 610 v. Chr. verstärkten Angriffen des babylonischen Königs Nabopolassar ausgesetzt, der seit Juni (Simanu) auf seinem Vormarsch zahlreiche assyrische Ortschaften eroberte. Aššur-uballiṭ II., der sich immer weiter zurückziehen musste, hatte Ägypten daher wohl um militärische Hilfe ersucht. Psammetich I. verstarb in seiner im östlichen Nildelta gelegenen Garnison Daphne, wahrscheinlich bei den Vorbereitungen seines Feldzuges nach Assyrien. Die Einbalsamierung von Psammetich I. soll ebenfalls noch in Daphne vorgenommen worden sein.
Der ungefähre Todeszeitpunkt von Psammetich I. konnte unter anderem mittels des Berichtes über die Sonnenfinsternis vom 23. September 610 v. Chr. datiert werden. Die erste belegte Verlautbarung von Necho II. stammt vom 24. Augustgreg.; Psammetichs Tod wird daher wohl kurz davor erfolgt sein. Das von den Ägyptern selten dokumentierte Ereignis ereignete sich am frühen Vormittag des 12. Schemu I. Der Kernschatten verlief allerdings über Spanien und Frankreich, weshalb im Alten Ägypten das Naturschauspiel den Charakter einer partiellen Sonnenfinsternis hatte. Die Besonderheit an diesem Ereignis stellt der zeitgleiche Beginn des Amun-Re-Festes in Theben dar, weshalb die Verfinsterung als negatives Omen gedeutet wurde. Nach seinem Tod übernahm sein Sohn Necho II. das Amt des Pharao.

## Anekdote
Herodot berichtet, dass Psammetich die Ursprache des Menschen herausfinden wollte. Aus diesem Anlass ließ er zwei Kinder isoliert von einem Schäfer aufziehen, der mit ihnen nicht sprechen durfte. Nach zwei Jahren sagten sie bekos, was auf Phrygisch „Brot“ bedeutet haben soll. Daher wurde angenommen, Phrygisch sei die älteste Sprache. Das Experiment wurde im 13. Jahrhundert von dem italienischen Chronisten und Franziskaner Salimbene von Parma verwendet, um Kaiser Friedrich II. zu verunglimpfen.

## Statuenfund

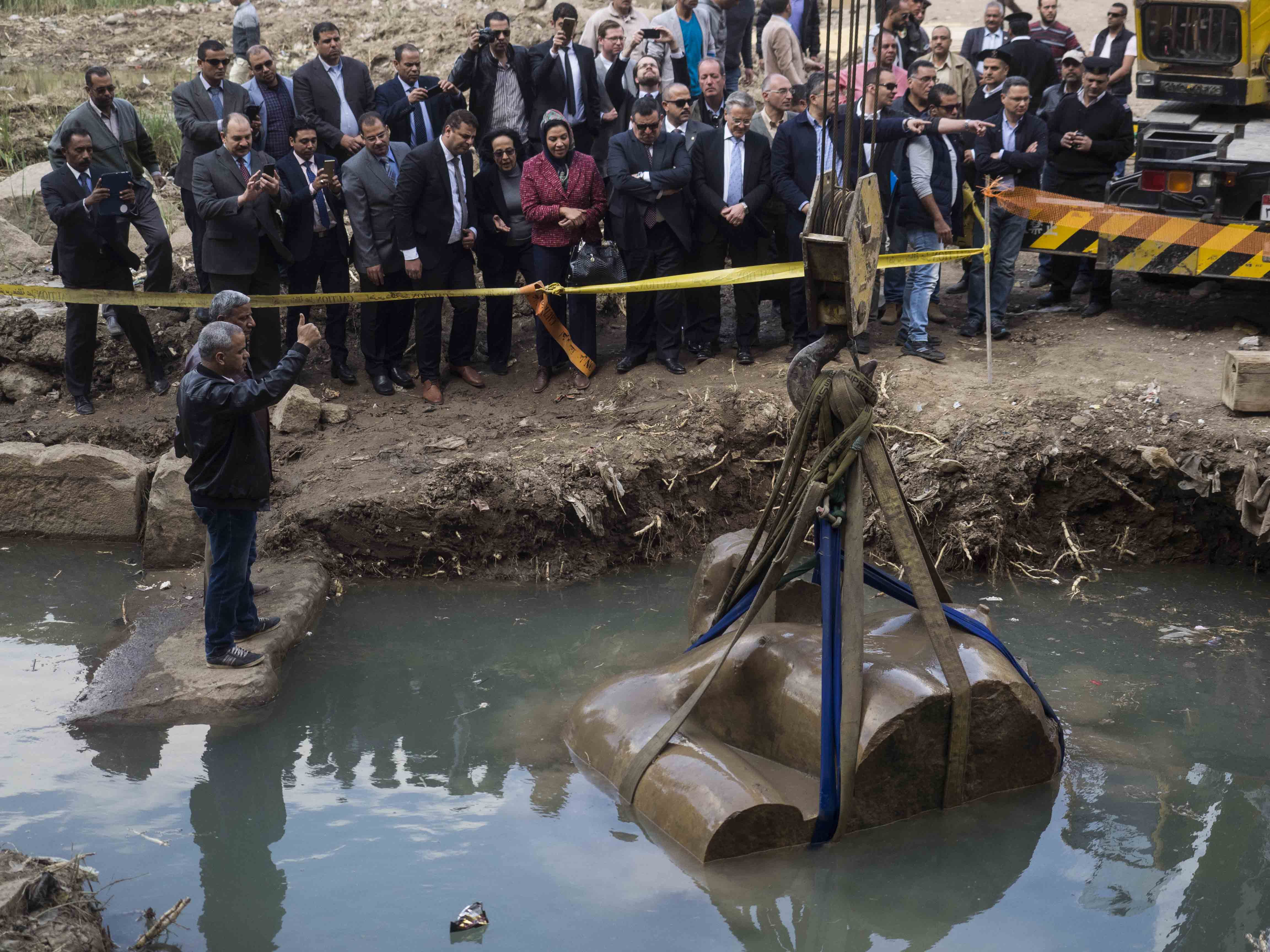
Bergung eines Bruchstücks der Kolossalstatue Psammetichs I. aus El Matariya

Im März 2017 wurden in einer Schlammgrube im Kairoer Stadtteil El Matariya, wo sich die antike Stadt Heliopolis befunden haben soll, größere Bruchstücke einer Quarzit-Statue gefunden. Nachdem zuerst vermutet worden war, es handele sich um eine Darstellung von Ramses II., deutet nach einer ersten Untersuchung eine Aufschrift, die auf Nebaa lautete, auf Psammetich I. hin, der als einziger Pharao diesen Nebtinamen geführt hat. Später sind im September 2017 bei Grabungen auf dem Gelände des Tempels von Heliopolis neben Fragmenten einer Kolossalstatue von Ramses II. und weiteren Funden auch weitere Teile der Psammetich-Statue entdeckt worden. Durch diese neuen Funde kann nunmehr mit Sicherheit gesagt werden, dass die Quarzit-Figur Psammetichs den stehenden Pharao zeigt und ohne Basis etwa neun Meter hoch war.

## Dokumentarfilme
- Aufgedeckt – Rätsel der Geschichte. Der geheimnisvolle Pharao. TV-Doku, GB/CDN 2018 von Luke McLaughlin, phoenix/BBC/ZDFinfo, unter Mitwirkung von Ägyptologen: Dietrich Raue, Chris Nauton, Colleen Darnell und Althistoriker Paul Cartledge.